# Karekere, Hassan
Karekere là một làng thuộc tehsil Hassan, huyện Hassan, bang Karnataka, Ấn Độ.